# Motocross delle Nazioni 2005
Il Motocross delle Nazioni 2005 (conosciuto anche con i nomi Motocross des Nations, Motocross of Nations o MXDN), evento giunto alla cinquantanovesima edizione, si è disputato a Ernée in Francia il 25 settembre 2005. È stato vinto dalla squadra statunitense, davanti a quella francese e a chiudere il podio la squadra belga.

## Gare

### Gara 1 (MX1 & MX2)
| Pos. | Pilota             | Moto     | Tempo   |
| ---- | ------------------ | -------- | ------- |
| 1    | Ricky Carmichael   | Suzuki   | 35'52"  |
| 2    | Joshua Coppins     | Honda    | a 7"    |
| 3    | Mickaël Pichon     | Honda    | a 15"   |
| 4    | Tanel Leok         | Kawasaki | a 40"   |
| 5    | Stefan Everts      | Yamaha   | a 55"   |
| 6    | Ivan Tedesco       | Kawasaki | a 57"   |
| 7    | Sébastien Tortelli | KTM      | s.t.    |
| 8    | Marc de Reuver     | KTM      | a 1'09" |
| 9    | Steve Ramon        | KTM      | a 1'12" |
| 10   | Billy Mackenzie    | Yamaha   | a 1'22" |

### Gara 2 (MX2 & Open)
| Pos. | Pilota                | Moto   | Tempo   |
| ---- | --------------------- | ------ | ------- |
| 1    | Ben Townley           | KTM    | 36'13"  |
| 2    | David Vuillemin       | Yamaha | a 9"    |
| 3    | Steve Ramon           | KTM    | a 19"   |
| 4    | David Philippaerts    | KTM    | a 21"   |
| 5    | Kevin Windham         | Honda  | a 38"   |
| 6    | Kevin Strijbos        | Suzuki | a 42"   |
| 7    | Francisco Garcia Vico | Honda  | a 1'04" |
| 8    | Marc Ristori          | Honda  | a 1'06" |
| 9    | Yoshitaka Atsuta      | Suzuki | a 1'07" |
| 10   | Matti Seistola        | Honda  | a 1'13" |

### Gara 3 (MX1 & Open)
| Pos. | Pilota           | Moto     | Tempo   |
| ---- | ---------------- | -------- | ------- |
| 1    | Ricky Carmichael | Suzuki   | 35'34"  |
| 2    | Ben Townley      | KTM      | a 5"    |
| 3    | Kevin Windham    | Honda    | a 15"   |
| 4    | Joshua Coppins   | Honda    | a 37"   |
| 5    | Mickaël Pichon   | Honda    | a 42"   |
| 6    | Marc de Reuver   | KTM      | a 48"   |
| 7    | David Vuillemin  | Yamaha   | a 54"   |
| 8    | Kevin Strijbos   | Suzuki   | a 58"   |
| 9    | Stefan Everts    | Yamaha   | a 1'02" |
| 10   | Tanel Leok       | Kawasaki | a 1'05" |

## Classifica finale
| Pos. | Selezione Nazionale | Pilota                | Moto     | Classe | Gara 1 | Gara 2 | Gara 3 | Punti |
| ---- | ------------------- | --------------------- | -------- | ------ | ------ | ------ | ------ | ----- |
| 1    | Stati Uniti         | Ricky Carmichael      | Suzuki   | MXGP   | 1      |        | 1      | 16    |
| 1    | Stati Uniti         | Ivan Tedesco          | Kawasaki | MX2    | 6      | 17     |        | 16    |
| 1    | Stati Uniti         | Kevin Windham         | Honda    | Open   |        | 5      | 3      | 16    |
| 2    | Francia             | Mickaël Pichon        | Honda    | MXGP   | 3      |        | 5      | 24    |
| 2    | Francia             | Sébastien Tortelli    | KTM      | MX2    | 7      | 29     |        | 24    |
| 2    | Francia             | David Vuillemin       | Yamaha   | Open   |        | 2      | 7      | 24    |
| 3    | Belgio              | Stefan Everts         | Yamaha   | MXGP   | 5      |        | 9      | 31    |
| 3    | Belgio              | Steve Ramon           | KTM      | MX2    | 9      | 3      |        | 31    |
| 3    | Belgio              | Kevin Strijbos        | Suzuki   | Open   |        | 6      | 8      | 31    |
| 4    | Nuova Zelanda       | Joshua Coppins        | Honda    | MXGP   | 2      |        | 4      | 32    |
| 4    | Nuova Zelanda       | Cody Cooper           | Honda    | MX2    | 23     | 23     |        | 32    |
| 4    | Nuova Zelanda       | Ben Townley           | KTM      | Open   |        | 1      | 2      | 32    |
| 5    | Regno Unito         | Billy Mackenzie       | Yamaha   | MXGP   | 10     |        | 12     | 56    |
| 5    | Regno Unito         | Carl Nunn             | KTM      | MX2    | 11     | 11     |        | 56    |
| 5    | Regno Unito         | James Noble           | Honda    | Open   |        | 12     | 13     | 56    |
| 6    | Estonia             | Tanel Leok            | Kawasaki | MXGP   | 4      |        | 10     | 59    |
| 6    | Estonia             | Aigar Leok            | KTM      | MX2    | 13     | 40     |        | 59    |
| 6    | Estonia             | Juss Laansoo          | Honda    | Open   |        | 13     | 19     | 59    |
| 7    | Paesi Bassi         | Marc de Reuver        | KTM      | MXGP   | 8      |        | 6      | 82    |
| 7    | Paesi Bassi         | Jan Van Hastenberg    | Honda    | MX2    | 29     | 28     |        | 82    |
| 7    | Paesi Bassi         | Bas Verhoeven         | Honda    | Open   |        | 20     | 20     | 82    |
| 8    | Portogallo          | Paulo Gonçalves       | Honda    | MXGP   | 22     |        | 27     | 83    |
| 8    | Portogallo          | Joaquim Rodrigues     | Honda    | MX2    | 12     | 15     |        | 83    |
| 8    | Portogallo          | Rui Gonçalves         | Yamaha   | Open   |        | 19     | 15     | 83    |
| 9    | Sudafrica           | Gareth Swanepoel      | Kawasaki | MXGP   | 15     |        | 23     | 86    |
| 9    | Sudafrica           | Tyla Rattray          | KTM      | MX2    | 18     | 16     |        | 86    |
| 9    | Sudafrica           | Neville Bradshaw      | Suzuki   | Open   |        | 21     | 16     | 86    |
| 10   | Spagna              | Jonathan Barragan     | KTM      | MXGP   | 37     |        | 37     | 99    |
| 10   | Spagna              | Carlos Campano        | KTM      | MX2    | 26     | 18     |        | 99    |
| 10   | Spagna              | Francisco Garcia Vico | Honda    | Open   |        | 7      | 11     | 99    |